# Martha Sand
Martha Sand (folkbokförd Marta Helena Elisabet Sand), ogift Lindqvist, född 30 december 1927 i Västerviks församling i Kalmar län, död 19 mars 2013 i Råda församling i Västra Götalands län, var en svensk lärare, författare och översättare. 

## Biografi
Marta Sand kom tillsammans med föräldrarna Hugo Lindqvist och Rosa Sofia Margareta Jansson 1933 till Borås där fadern blev trädgårdsarkitekt. Efter seminariestudier i Göteborg avlade hon folkskollärarexamen.
Hon gjorde ett antal översättningar till svenska av böcker med kristet innehåll och var därtill medförfattare till bland annat Ljus i mörkret om och av den blinde evangelisten Rolf Karlsson (1942–1982), som utgavs 1977 och kom i ett flertal upplagor. Bland hennes översättningar märks boken Joni om den amerikanska konstnären och författaren Joni Eareckson Tada som i unga år blev totalförlamad i en dykningsolycka. Boken kom i en första upplaga 1977 och kom i nyutgåva 2002.
Martha Sand var från 1950 till sin död gift med civilingenjören och sedermera rektorn Bengt Sand (1925–2020) och fick en dotter 1954. De var bosatta i Linköping och Mölnlycke.